# 2019年の野球
2019年の野球（2019ねんのやきゅう）では、2019年の野球界における動向をまとめる。
2018年の野球 - 2019年の野球 - 2020年の野球

## 出来事

### 1月
- 12日 - 【独立・四国アイランドリーグplus】徳島インディゴソックスは、新監督として元広島東洋カープ選手で東北楽天ゴールデンイーグルスのスクールジュニアコーチを務めていた牧野塁の就任を発表[1]。
- 15日
  - 【アマチュア野球】野球殿堂博物館は、2019年の野球殿堂顕彰者を発表。特別表彰として元日本高等学校野球連盟会長の脇村春夫を選出した[2]。
  - 【独立・ルートインBCリーグ】 - 滋賀ユナイテッドベースボールクラブは、命名権パートナー契約の締結に伴い、球団の愛称を「オセアン滋賀ユナイテッドBC」とすることを発表[3]。
- 17日 - 【高校野球】利根商業の新監督に、前桐生第一監督の福田治男が同年4月1日付で就任することが発表された。
- 18日 -  【独立・ルートインBCリーグ】新潟アルビレックス・ベースボール・クラブは、新監督に元オリックス・バファローズ選手の清水章夫の就任を発表[4]。
- 24日 - 【独立・四国アイランドリーグplus】愛媛マンダリンパイレーツは、野手コーチとして元横浜DeNAベイスターズの白根尚貴の就任を発表した[5]。

### 2月
- 25日  - 【独立・四国アイランドリーグplus】愛媛マンダリンパイレーツは、2人目の野手コーチとして元中日ドラゴンズの小田幸平の就任を発表[6]。

### 3月
- 12日 -  【独立・ルートインBCリーグ】栃木ゴールデンブレーブスは、昨年阪神タイガースを戦力外となった西岡剛の入団を発表[7]。
- 25日 -  【独立・ルートインBCリーグ】福井ミラクルエレファンツは、昨年東京ヤクルトスワローズを戦力外となった大松尚逸の入団を発表[8]。

### 4月
- 25日 - 【独立】野球学校「北海道ベースボールアカデミー」の関係者が札幌市内で記者会見を開き、2020年より発足する独立リーグ「北海道ベースボールリーグ」の構想を発表[9]。初年度は富良野市と美唄市の2チームで、年間70試合の開催を予定している[9]。

### 5月
- 30日 - 【独立・ルートインBCリーグ】栃木ゴールデンブレーブスに所属する北方悠誠（元・福岡ソフトバンクホークス）が、MLBのロサンゼルス・ドジャースとマイナー契約を結んだことを発表[10]。
- 31日 - 【独立・ルートインBCリーグ】埼玉武蔵ヒートベアーズは、東北楽天ゴールデンイーグルスの野元浩輝と下妻貴寛（いずれも育成登録）の派遣受け入れを発表。期間は6月いっぱい[注 1][12][13]。

### 6月
- 4日 - 【独立・四国アイランドリーグplus】前期を1位で終えていた徳島インディゴソックスは、2位で優勝の可能性を残していた高知ファイティングドッグスが香川オリーブガイナーズに敗戦したことで、2年ぶりとなる前期優勝を達成[14]。
- 18日 - 【独立・ルートインBCリーグ】東地区の前期優勝マジックを1としていた群馬ダイヤモンドペガサスは、光と風の丘公園野球場でおこなわれた対茨城アストロプラネッツ戦に13対5で勝利し、4年連続となる前期優勝を達成[15]。
- 20日 - 【独立・ルートインBCリーグ】西地区で前期を1位で終えていた信濃グランセローズは、2位で優勝の可能性を残していた富山GRNサンダーバーズが滋賀ユナイテッドベースボールクラブに敗戦したことで、初の前期優勝を達成[16]。
- 27日 - 【独立・ルートインBCリーグ】リーグ理事会で準加盟の神奈川球団の正式加盟を認め、「神奈川フューチャードリームス」の名称で2020年シーズンよりリーグ戦に参加することを決定[17]。

### 7月
- 1日 - 【独立・ルートインBCリーグ】埼玉武蔵ヒートベアーズは、東北楽天ゴールデンイーグルスの千葉耕太（育成登録）の派遣受け入れを発表。期間は3日 - 31日[11][18]。
- 12日 - 【独立・四国アイランドリーグplus】 - 高知ファイティングドッグスは、監督の駒田徳広が今シーズン限りで退任することを発表[19]。2019年後期は引き続き指揮を執る[19]。
- 18日 - 沖縄県宜野湾市に本社を置くプロ野球チーム琉球ブルーオーシャンズの設立が発表される[20][21]。特定の独立リーグには所属せずに、2020年のチーム発足後はNPBファームや既存の独立リーグとの交流戦を実施し、将来NPBの参入枠が拡大した場合に加盟を目指すとしている[20][21]。

### 8月
- 31日 - 【独立・ルートインBCリーグ】西地区で後期優勝マジックを1としていた信濃グランセローズは、伊那スタジアムでおこなわれた対石川ミリオンスターズ戦に4対2で勝利し、2年ぶりの後期優勝と初の前後期制覇を達成した[22]。

### 9月
- 5日 - 【独立・ルートインBCリーグ】東地区で後期優勝マジックを1としていた栃木ゴールデンブレーブスは、光と風の丘公園野球場でおこなわれた対茨城アストロプラネッツ戦に6対1で勝利し、リーグ戦参入3年目で初となる後期優勝を達成[23]。
- 10日 - 【独立・四国アイランドリーグplus】首位で後期日程を終了していた愛媛マンダリンパイレーツは、優勝の可能性を残していた香川オリーブガイナーズが敗れたことで、2年連続となる後期優勝を達成[24]。
- 14日 - 【独立・ルートインBCリーグ】信濃グランセローズは、前後期通算勝率2位の石川ミリオンスターズと対戦した西地区のチャンピオンシップ第1戦（中野市営野球場）に、9対1で勝利し、リーグ規定により、2年ぶり2度目となる西地区優勝を達成[25]。
- 15日 - 【独立・ルートインBCリーグ】栃木ゴールデンブレーブスは、小山運動公園野球場でおこなわれた東地区のチャンピオンシップ第2戦において、群馬ダイヤモンドペガサスに16対9で勝利し、対戦成績を2勝0敗として初の東地区優勝[26]。
- 23日 - 【独立・四国アイランドリーグplus】徳島インディゴソックスは、徳島県営蔵本球場でおこなわれたリーグチャンピオンシップ第3戦において、愛媛マンダリンパイレーツに4対1で勝利し、2年ぶり5回目の年間総合優勝を達成した[27]。
- 29日 - 【独立・ルートインBCリーグ】栃木ゴールデンブレーブスは、小山運動公園野球場でおこなわれたリーグチャンピオンシップ第4戦において、信濃グランセローズに4対1で勝利し、対戦成績を3勝1分として初の年間総合優勝を達成[28]。
- 30日 - 【独立・四国アイランドリーグplus】香川オリーブガイナーズは、監督の西田真二の今シーズン限りでの退任、ならびにゼネラルマネージャー兼総監督として元福岡ソフトバンクホークスの松中信彦の就任を、それぞれ発表した[29][30]。

### 10月
- 1日 - 【独立・四国アイランドリーグplus】高知ファイティングドッグスは、来シーズンの監督に、投手コーチの吉田豊彦が昇格することを発表した[31]。
- 3日 - 【独立・関西独立リーグ】 兵庫ブルーサンダーズは、アメニスキッピースタジアムでおこなわれた対堺シュライクス戦に15対3で勝利し、リーグ戦優勝を達成[32]。兵庫のリーグ戦優勝は2年ぶりとなる。
- 8日 - 琉球ブルーオーシャンズは、前千葉ロッテマリーンズコーチの清水直行の監督就任を発表した[33]。
- 11日 - 【独立・ルートインBCリーグ】福井ミラクルエレファンツを運営する株式会社福井県民球団は、福井県庁教育記者クラブで開いた記者会見で、2020年シーズンに向けたリーグへの加盟更新をおこなわないと発表した[34]。また、会社の清算手続に入ることも発表している[35]。
- 15日
  - 【独立・関西独立リーグ】 兵庫ブルーサンダーズは、花園セントラルスタジアムで行われたリーグチャンピオンシップ第1戦で06BULLSに12対8で勝利し[36]、アドバンテージ1勝を含む対戦成績を2勝0敗として[37]、2年ぶりとなる年間総合優勝を達成した。
  - 【独立】徳島インディゴソックスは、栃木ゴールデンブレーブスと対戦したグランドチャンピオンシップ第5戦（JAバンク徳島スタジアム）に4対3で勝利し、対戦成績を3勝2敗として、2年ぶり3度目の優勝を達成した[38]。
- 19日 - 【台湾】NPBの東北楽天ゴールデンイーグルスなどを運営する楽天が中華職業棒球大聯盟 (CPBL)のラミゴ・モンキーズを買収して「楽天モンキーズ」に改称し、2020年シーズン（英語版、中国語版）から参入することを発表[39]。
- 30日 - 【独立・ルートインBCリーグ】現運営会社の清算が発表されていた福井ミラクルエレファンツについて、野球Youtubeチャンネル「トクサンTV」が新たに運営会社を設立して2020年シーズンも加盟することがリーグより発表される[40]。
- 31日
  - 【独立・ルートインBCリーグ】 2020年よりリーグ戦に参加予定の神奈川フューチャードリームスは、初代監督に元横浜ベイスターズ選手で横浜DeNAベイスターズ職員を務める鈴木尚典が、DeNAからの派遣という形で就任することを発表[41]。
  - 【独立・四国アイランドリーグplus】香川オリーブガイナーズのGM兼総監督の松中信彦が就任会見を開き、2020年シーズンは監督も兼務することを発表した[42]。

### 11月
- 1日
  - 【独立・ルートインBCリーグ】 12球団となる2020年の体制を発表し、新加入の神奈川は東地区、従来東地区だった新潟が西地区に所属する形で東西2地区制を維持する[43]。
  - 【独立・ルートインBCリーグ】 富山GRNサンダーバーズは、2020年シーズンの監督として前東京ヤクルトスワローズコーチの田畑一也の就任を発表した[44]。
- 15日 - 【独立・ルートインBCリーグ】群馬ダイヤモンドペガサスは、2020年シーズンの監督として前徳島インディゴソックス監督の牧野塁の就任を発表した[45]。
- 23日 - 【独立・関西独立リーグ】兵庫ブルーサンダーズは2020年シーズンの監督に、投手コーチの橋本大祐が就任することを発表した[46]。
- 26日 - 【独立・関西独立リーグ】和歌山ファイティングバーズは、運営母体を従来のNPO法人から、ベンチャー企業が設立した株式会社に変更することを発表した[47]。

### 12月
- 12日 - 【独立・ルートインBCリーグ】 運営会社の変更に伴い、球団名を公募していた福井ミラクルエレファンツの新しい球団名が、「福井ワイルドラプターズ」に決まったことが発表される[48]。
- 25日 - 【独立・ルートインBCリーグ】福井ワイルドラプターズは、福井ミラクルエレファンツで投手コーチを務めていた福沢卓宏が監督に就任することを発表した[49]。

## 競技結果

### 四国アイランドリーグplus
※四国アイランドリーグplusの結果
|      | 前期                       | 前期 | 前期 | 前期 | 前期 | 前期 | 後期                       | 後期 | 後期 | 後期 | 後期 | 後期 |
| 順位 | 球団                       | 勝   | 敗   | 分   | 勝率 | 差   | 球団                       | 勝   | 敗   | 分   | 勝率 | 差   |
| ---- | -------------------------- | ---- | ---- | ---- | ---- | ---- | -------------------------- | ---- | ---- | ---- | ---- | ---- |
| 優勝 | 徳島インディゴソックス     | 18   | 14   | 2    | .582 | -    | 愛媛マンダリンパイレーツ   | 16   | 13   | 7    | .552 | -    |
| 2位  | 高知ファイティングドッグス | 16   | 15   | 3    | .516 | 1.5  | 香川オリーブガイナーズ     | 17   | 16   | 3    | .515 | 1.0  |
| 3位  | 香川オリーブガイナーズ     | 13   | 17   | 4    | .433 | 2.5  | 徳島インディゴソックス     | 14   | 19   | 3    | .424 | 3.0  |
| 4位  | 愛媛マンダリンパイレーツ   | 11   | 16   | 7    | .407 | 0.5  | 高知ファイティングドッグス | 12   | 19   | 5    | .387 | 1.0  |

#### リーグチャンピオンシップ
- 9月21日・23日（JAバンク徳島スタジアム）、22日（坊っちゃんスタジアム）

第1戦 徳島 3 - 1 愛媛
第2戦 愛媛 5 - 2 徳島
第3戦 徳島 4 - 1 愛媛
（徳島は2年ぶり5回目の総合優勝）

### ベースボール・チャレンジ・リーグ
※ベースボール・チャレンジ・リーグの結果
| 東地区 | 東地区                   | 東地区 | 東地区 | 東地区 | 東地区 | 東地区 | 東地区                   | 東地区 | 東地区 | 東地区 | 東地区 | 東地区 |
|        | 前期                     | 前期   | 前期   | 前期   | 前期   | 前期   | 後期                     | 後期   | 後期   | 後期   | 後期   | 後期   |
| 順位   | 球団                     | 勝     | 敗     | 分     | 勝率   | 差     | 球団                     | 勝     | 敗     | 分     | 勝率   | 差     |
| ------ | ------------------------ | ------ | ------ | ------ | ------ | ------ | ------------------------ | ------ | ------ | ------ | ------ | ------ |
| 優勝   | 群馬ダイヤモンドペガサス | 24     | 8      | 2      | .750   | -      | 栃木ゴールデンブレーブス | 22     | 9      | 5      | .710   | -      |
| 2位    | 新潟アルビレックスBC     | 22     | 9      | 3      | .710   | 1.5    | 新潟アルビレックスBC     | 21     | 12     | 3      | .636   | 2.0    |
| 3位    | 栃木ゴールデンブレーブス | 18     | 15     | 1      | .545   | 5.0    | 群馬ダイヤモンドペガサス | 21     | 13     | 2      | .618   | 0.5    |
| 4位    | 福島レッドホープス       | 15     | 18     | 1      | .455   | 3.0    | 埼玉武蔵ヒートベアーズ   | 16     | 18     | 2      | .471   | 5.0    |
| 5(4)位 | 埼玉武蔵ヒートベアーズ   | 15     | 18     | 1      | .455   | 0.0    | 福島レッドホープス       | 10     | 22     | 4      | .313   | 5.0    |
| 6位    | 茨城アストロプラネッツ   | 6      | 27     | 1      | .182   | 9.0    | 茨城アストロプラネッツ   | 6      | 28     | 2      | .176   | 5.0    |

※前期の福島と武蔵は同率4位。
| 西地区 | 西地区                   | 西地区 | 西地区 | 西地区 | 西地区 | 西地区 | 西地区                   | 西地区 | 西地区 | 西地区 | 西地区 | 西地区 |
|        | 前期                     | 前期   | 前期   | 前期   | 前期   | 前期   | 後期                     | 後期   | 後期   | 後期   | 後期   | 後期   |
| 順位   | 球団                     | 勝     | 敗     | 分     | 勝率   | 差     | 球団                     | 勝     | 敗     | 分     | 勝率   | 差     |
| ------ | ------------------------ | ------ | ------ | ------ | ------ | ------ | ------------------------ | ------ | ------ | ------ | ------ | ------ |
| 優勝   | 信濃グランセローズ       | 21     | 13     | 2      | .618   | -      | 信濃グランセローズ       | 24     | 10     | 0      | .706   | -      |
| 2位    | 富山GRNサンダーバーズ    | 20     | 13     | 3      | .606   | 0.5    | 石川ミリオンスターズ     | 20     | 13     | 1      | .606   | 3.5    |
| 3位    | 石川ミリオンスターズ     | 20     | 14     | 2      | .588   | 0.5    | 富山GRNサンダーバーズ    | 16     | 18     | 0      | .471   | 4.5    |
| 4位    | 滋賀ユナイテッドBC       | 11     | 20     | 5      | .355   | 7.5    | 福井ミラクルエレファンツ | 14     | 20     | 0      | .412   | 2.0    |
| 5位    | 福井ミラクルエレファンツ | 9      | 23     | 4      | .281   | 2.5    | 滋賀ユナイテッドBC       | 11     | 21     | 2      | .344   | 2.0    |

#### プレーオフシリーズ
- 東地区 第1戦9月14日（前橋市民球場）、第2戦9月15日（小山運動公園野球場）

第1戦 栃木 4 - 2群馬　
第2戦 栃木16 - 9群馬
- 西地区 第1戦9月14日（中野市営野球場）

第1戦 信濃 9 - 1 石川
※信濃に2勝のアドバンテージ、通算3勝で信濃が地区優勝
- リーグチャンピオンシップ 9月22日（佐久総合運動公園野球場）・23日（長野オリンピックスタジアム）・28日・29日（小山運動公園野球場）

第1戦 栃木 3 - 1 信濃
第2戦 栃木 3 - 2 信濃
第3戦 栃木 5 - 5 信濃
第4戦 栃木 4 - 1 信濃
（栃木は初の総合優勝）

### グランドチャンピオンシップ
※グランドチャンピオンシップの結果
第1戦 徳島 7 - 6 栃木（10月5日、小山運動公園野球場）
第2戦 栃木 4 - 3 徳島（10月6日、小山運動公園野球場）
第3戦 徳島 5 - 3 栃木（10月13日、オロナミンC球場）
第4戦 栃木 5 - 4 徳島（10月14日、オロナインC球場）
第5戦 徳島 4 - 3 栃木（10月15日、JAバンク徳島スタジアム）
- （徳島は2年ぶり3回目の優勝）

### 関西独立リーグ
※関西独立リーグの結果
リーグ戦
| 年間 | 年間                       | 年間 | 年間 | 年間 | 年間 | 年間 |
| 順位 | 球団                       | 勝   | 敗   | 分   | 勝率 | 差   |
| ---- | -------------------------- | ---- | ---- | ---- | ---- | ---- |
| 優勝 | 兵庫ブルーサンダーズ       | 23   | 15   | 7    | .605 | -    |
| 2位  | 06BULLS                    | 24   | 17   | 4    | .585 | 0.5  |
| 3位  | 和歌山ファイティングバーズ | 17   | 23   | 3    | .425 | 6.5  |
| 4位  | 堺シュライクス             | 18   | 27   | 0    | .400 | 1.5  |

リーグチャンピオンシップ 10月15日（花園セントラルスタジアム）
第1戦 兵庫 12 - 8 06
（兵庫は2年ぶり4度目の総合優勝）

### 社会人野球
- 第90回都市対抗野球大会（7月13日 - 25日：東京ドーム）

決勝：JFE東日本（千葉市） 6 - 4トヨタ自動車（豊田市）（初優勝）
- 第45回社会人野球日本選手権大会（10月25日 - 11月4日：京セラドーム大阪）

決勝：大阪ガス（大阪市） 4 - 1日本生命（大阪市）（初優勝）

### 大学野球
- 第68回全日本大学野球選手権大会（6月10日 - 17日：神宮球場、東京ドーム）

決勝 明大（東京六大学） 6 - 1 佛教大（京滋）
（明治大学は38年ぶり6回目の優勝）
- 第50回明治神宮野球大会（11月10日 - 15日：神宮球場）

決勝 慶大（東京六大学） 8 - 0 関大（関西五連盟第1・関西学生）
（慶應大学は19年ぶり4回目の優勝）
- 各大学リーグ結果（太字は大学選手権、明治神宮大会出場権を得た大学）
  - 北海道学生野球連盟
1部春季優勝：東農大北海道オホーツク
2部春季優勝：釧路公立大
1部秋季優勝：東農大北海道オホーツク
2部秋季優勝：釧路公立大
  - 札幌学生野球連盟
1部春季優勝：星槎道都大
2部春季優勝：北大
3部春季優勝：北海道教育大札幌
1部秋季優勝：東海大札幌キャンパス
2部秋季優勝：北大
3部秋季優勝：北海道科学大
  - 北東北大学野球連盟
1部春季優勝：八戸学院大　　
2部春季優勝：弘前大
3部春季優勝：秋田県立大
1部秋季優勝：青森大
2部秋季優勝：八戸工大
3部秋季優勝：秋田県立大
  - 仙台六大学野球連盟
春季優勝：東北福祉大
秋季優勝：東北福祉大
  - 南東北大学野球連盟
1部春季優勝：東日本国際大
2部春季優勝：中止
1部秋季優勝：東北公益文科大
2部秋季優勝：中止
    - 関東地区大学野球選手権大会優勝（関東五連盟第1）：

  - 千葉県大学野球連盟
1部春季優勝：城西国際大
2部春季優勝：千葉商科大
3部春季優勝：東邦大
1部秋季優勝：城西国際大
2部秋季優勝：清和大
3部秋季優勝：麗澤大
  - 関甲新学生野球連盟
1部春季優勝：上武大
2部春季優勝：関東学園大
3部春季優勝：宇都宮大
1部秋季優勝：白鷗大
2部秋季優勝：関東学園大
3部秋季優勝：信州大
  - 東京新大学野球連盟
1部春季優勝：創価大
2部春季優勝：首都大学東京
3部春季優勝：工学院大
4部春季優勝：東京電機大
1部秋季優勝：共栄大
2部秋季優勝：駿河台大
3部秋季優勝：工学院大
4部秋季優勝：東京工科大
  - 東京六大学野球連盟
春季優勝：明大
秋季優勝：慶大
  - 東都大学野球連盟
1部春季優勝：東洋大
2部春季優勝：専大
3部春季優勝：大正大
4部春季優勝：一橋大
1部秋季優勝：中大
2部秋季優勝：拓大
3部秋季優勝：大正大
4部秋季優勝：東京都市大
  - 首都大学野球連盟
1部春季優勝：東海大
2部春季優勝：大東文化大
1部秋季優勝：東海大
2部秋季優勝：桜美林大
  - 神奈川大学野球連盟
1部春季優勝：桐蔭横浜大
2部春季優勝：松蔭大
1部秋季優勝：関東学院大
2部秋季優勝：鶴見大
  - 愛知大学野球連盟
1部春季優勝：愛工大
2部春季優勝：愛産大
3部春季優勝：名大
    - 東海・北陸・愛知三連盟王座決定戦優勝：金沢学院大

1部秋季優勝：中京大
2部秋季優勝：名院大
3部秋季優勝：名大
  - 東海地区大学野球連盟
    - 岐阜学生野球連盟春季優勝：中京学院大
    - 三重学生野球連盟春季優勝：皇學館大
    - 静岡学生野球連盟春季優勝：東海大海洋学部
    - 岐阜学生野球連盟秋季優勝：中部学院大
    - 三重学生野球連盟秋季優勝：皇學館大
    - 静岡学生野球連盟秋季優勝：日大国際関係学部

  - 北陸大学野球連盟
1部春季優勝：福井工大
2部春季優勝：富山国際大
1部秋季優勝：福井工大
2部秋季優勝：富山国際大
  - 関西学生野球連盟
春季優勝：立命館大
秋季優勝：関大
  - 関西六大学野球連盟
春季優勝：大商大
秋季優勝：大商大
  - 阪神大学野球連盟
1部春季優勝：大体大
2部東リーグ春季優勝：帝塚山大
2部西リーグ春季優勝：神戸国際大
1部秋季優勝：天理大
2部東リーグ秋季優勝：追手門学院大
2部西リーグ秋季優勝：神戸国際大
  - 近畿学生野球連盟
1部春季優勝：大工大
2部春季優勝：大阪大谷大
3部春季優勝：阪大
1部秋季優勝：大阪市立大
2部秋季優勝：大阪府立大
3部秋季優勝：神戸医療福祉大
  - 京滋大学野球連盟
1部春季優勝：佛教大
2部春季優勝：大谷大
1部秋季優勝：佛教大
2部秋季優勝：滋賀大
  - 広島六大学野球連盟
春季優勝：近大工学部
秋季優勝：広島経済大
  - 中国地区大学野球連盟
1部春季優勝：環太平洋大
2部春季優勝：至誠館大
3部春季優勝：岡山理科大
4部春季優勝：倉敷芸術科学大
1部秋季優勝：東亜大
2部秋季優勝：広島文化学園大
3部秋季優勝：島根県立大
4部秋季優勝：広島国際大
  - 四国地区大学野球連盟
1部春季優勝：高知工科大
2部春季優勝：徳島大
1部秋季優勝：四国学院大
2部秋季優勝：徳島大
  - 九州六大学野球連盟
春季優勝：福岡大
秋季優勝：北九州市立大
  - 福岡六大学野球連盟
春季優勝：九産大
秋季優勝：九産大
  - 九州地区大学野球連盟
    - 北部九州ブロック1部春季優勝：日本文理大
    - 北部九州ブロック2部春季優勝：大分大
    - 北部九州ブロック1部秋季優勝：日本文理大
    - 北部九州ブロック2部秋季優勝：長崎大
    - 九州地区大学野球選手権南部九州ブロック大会：
    - 熊本県支部春季優勝：崇城大
    - 宮崎県支部春季優勝：宮崎産業経営大
    - 鹿児島県支部春季優勝：第一工大
    - 沖縄県支部春季優勝：沖縄大
    - 熊本県支部秋季優勝：熊本学園大
    - 宮崎県支部秋季優勝：宮崎産業経営大
    - 鹿児島県支部秋季優勝：鹿屋体育大
    - 沖縄県支部秋季優勝：沖縄国際大

### 高校野球

#### 男子
- 第91回選抜高等学校野球大会（3月23日 - 4月3日、阪神甲子園球場）

決勝：東邦（東海・愛知） 6 - 0 習志野（関東・千葉）
東邦は30年ぶり3度目の優勝
- 第101回全国高等学校野球選手権大会（8月6日 - 8月22日、阪神甲子園球場）

決勝：履正社（大阪） 5 - 3 星稜（石川）
履正社は初優勝
- 第64回全国高等学校軟式野球選手権大会（8月24日 - 31日、明石トーカロ球場他）[56]

決勝：中京学院大中京（東海・岐阜） 5 - 2 崇徳（西中国・広島）
中京学院大中京は3年連続10回目の優勝
- 第74回国民体育大会（9月29日 - 10月2日、ノーブルホームスタジアム水戸他）
  - 硬式の部優勝：関東一（東京） 10 - 2海星中学校・高等学校 （長崎）[57]
    - 関東一は初優勝

  - 軟式の部優勝：中京学院大中京（岐阜） 1 - 0 仙台商（宮城）
    - 中京学院大中京は3年連続8回目の優勝
- 第50回明治神宮野球大会高校の部（11月15日 - 11月20日、明治神宮野球場）

決勝：中京大中京（東海・愛知） 4 - 3 高崎健康福祉大高崎（関東・群馬）
中京大中京は初優勝

#### 女子
- 第20回全国高等学校女子硬式野球選抜大会 （3月27日 - 4月2日、埼玉県加須市・わかさスタジアム）
  - 決勝 ：神戸弘陵（兵庫）1-0クラーク記念国際仙台キャンパス（宮城）[59]
    - 神戸弘陵は2年連続2回目の優勝
- 第23回全国高等学校女子硬式野球選手権大会（7月26日 - 8月2日、兵庫県丹波市・スポーツピアいちじま）
  - 決勝 ：作新学院（栃木）4×-3履正社（大阪）[60]
    - 作新学院は初優勝

## 死去
- 1月13日 - メル・ストットルマイヤー、ニューヨーク・ヤンキース投手、メッツ・ヤンキース他コーチ（* 1941年）[61]
- 1月21日 - 小枝守、元日本大学第三高等学校・拓殖大学紅陵高等学校野球部監督（* 1951年）[62]
- 1月22日 - 倍賞明、元日産自動車硬式野球部内野手、同監督（* 1944年）[63]
- 2月7日 - フランク・ロビンソン、レッズ・オリオールズ他選手、インディアンス他監督（* 1935年）[64]
- 2月19日 - ドン・ニューカム、ドジャース・中日他投手、外野手（* 1926年）[65]
- 3月20日 - 東久邇信彦、全日本野球会議名誉会長（* 1945年）[66]
- 3月27日 - 近藤昭仁、大洋ホエールズ内野手、横浜ベイスターズ・千葉ロッテマリーンズ監督（* 1938年）[67]
- 4月4日 - 齋藤章児、元東京農業大学第二高等学校・立教大学野球部監督・解説者（* 1940年）[68]
- 4月27日 - ジーン・スチブンス、ホワイトソックス・中日外野手（* 1933年）[69]
- 5月16日 - 青木勝男、広島東洋カープ捕手（* 1946年）[70]
- 5月19日 - 小玉明利、近鉄バファローズ・阪神タイガース内野手、近鉄バファローズ監督（* 1935年）[71]
- 8月1日 - 鎌田実、阪神タイガース内野手（* 1939年）[72]
- 8月26日 - 宮崎康之、大学野球指導者、早稲田大学野球部監督（* 1931年）
- 9月10日 - 後藤修、松竹ロビンス、大映スターズ、読売ジャイアンツ、南海ホークス他投手。日本プロ野球史上最多の8球団でプレー（* 1934年）[73]
- 9月14日 - ジーン・バッキー、阪神タイガース投手、外国人投手初の沢村栄治賞受賞者（* 1937年）[74]
- 10月6日 - 金田正一、国鉄スワローズ・読売ジャイアンツ投手、ロッテオリオンズ監督、日本プロ野球史上唯一の400勝投手、日本プロ野球名球会初代会長（* 1933年）[75]
- 10月13日 - 山本哲也、阪神タイガース捕手、コーチ、スカウト、スコアラー（* 1934年）[76]
- 10月16日 - 竹中雅彦、日本高等学校野球連盟事務局長（* 1954年）[77]
- 11月9日 - 原野和夫、元時事通信社社長、8代目パシフィック・リーグ会長（* 1928年）[78]
- 11月16日 - 橋野純、高校野球指導者、大学野球指導者。観音寺中央高校監督として選抜大会優勝（* 1947年）
- 11月19日 - 鈴木康二朗、ヤクルトスワローズ、近鉄バファローズ投手、王貞治の通算756号本塁打を被弾、その翌年の日本一に貢献 (* 1949年)[79]
- 12月11日 - 醍醐猛夫、毎日オリオンズ捕手、2軍監督、ヘッドコーチなど歴任、高校時代に王貞治とのバッテリーで甲子園出場（* 1938年） [80]
- 12月13日 - 高井保弘、阪急ブレーブス内野手、NPB代打本塁打通算27本の日本記録保持者（* 1945年）[81]
- 12月24日 - 原田孝一、阪急ブレーブス・南海ホークス投手 （* 1928年）[82]
- 12月31日 - 井上善夫、西鉄ライオンズ・読売ジャイアンツ・広島東洋カープ投手（* 1941年）[83]